# Hijman Louis de Jong
Hijman Louis de Jong (Amsterdam, 1 januari 1882 – Auschwitz, 30 oktober 1944) was een Nederlandse meubelmaker en architect.

## Leven en werk
De Jong ontwikkelde zich van timmermansleerling en meubelmaker tot architect. De Jong heeft meerdere woningen in Amsterdam ontworpen onder andere aan de Hacquartstraat, de De Lairessestraat, de Reguliersbreestraat en de Sophialaan. Hij ontwierp omstreeks 1920 het bouwplan voor de Amsterdamse bioscoop Tuschinski. Vanwege problemen met Abraham Tuschinski kreeg hij niet de gelegenheid om zijn ontwerp te voltooien. Tuschinsky schakelde tijdens de bouw een andere architect in. Het conflict leidde tot een rechtszaak tussen De Jong en Tuschinski.
De Jong kwam werd door de Duitsers in 1944 op transport gesteld naar Theresienstadt en zou vervolgens naar Auschwitz zijn getransporteerd, waar hij op 30 oktober 1944 werd vergast.